# 林家彦いち
林家 彦いち（はやしや ひこいち、1969年7月3日 - ）は、落語協会・所属の落語家。鹿児島県出身。本名∶安田 修。出囃子は「毬と殿様」。紋は「光琳の蔦」。所属事務所はトヨタアートを経てオフィス・トゥー・ワン→アンダーパレス（業務提携）。

## 経歴
鹿児島県立加世田高等学校卒業
。国士舘大学文学部地理学専攻中退。
1989年12月に初代林家木久蔵に入門、林家時蔵、林家きく姫に継ぐ3番弟子になる。前座名は、師匠木久蔵の昔のあだ名より「きく兵衛」。
1993年5月に柳家喬太郎、入船亭扇辰と共に二ツ目昇進、大師匠林家彦六の「彦」の一文字を取り「林家彦いち」に改名。2000年に北とぴあ落語大賞とNHK新人演芸大賞落語部門大賞を受賞。
2002年3月に古今亭菊生、入船亭扇辰、三遊亭金八、鈴々舎鈴之助と共に真打昇進。2003年、東京都立大学非常勤講師となる。2004年に彩の国落語大賞殊勲賞、第9回林家彦六賞を受賞。2007年に彩の国 落語大賞受賞。2008年、蘇民祭に参加。褌姿がワイドショーに映し出され、本人が話題にする以上に他の噺家のネタにされた。
2015年、自作の落語『熱血怪談部』（絵・加藤休ミ）があかね書房より絵本化。また、この年より定期落語会「渋谷らくご」で偶数月に開催されている創作らくごネタおろし会「しゃべっちゃいなよ」を主催している。出演メンバーの選定や年間チャンピオンの審査員を務める一方、自身も毎回高座にあがり、ネタおろしを行っている。
2017年4月、出演したラジオ番組『久米宏 ラジオなんですけど』で神田茜と離婚したことを公表。

## 人物
主に新作落語を得意演目とする。春風亭昇太、柳家喬太郎、三遊亭白鳥と「SWA（創作話芸アソシエーション）」を旗揚げ。SWAでの背番号は「1」。
厳つい顔をしているが笑顔はとても優しい雰囲気であり、本人も時折それをネタにすることがある。かつて爆笑オンエアバトルに出場し、落語家として唯一オンエアを獲得している。（戦績1勝2敗、最高389KB）執筆など出版物も多く、読売新聞に連載していたコラムが高校入試問題に採用されている。旅の模様を喋るライブもやっており、これまでネタになった場所はカナダユーコン川、シルクロード、バイカル湖など。カナダの川下り版はDVDになって発売されている。
エベレストBCまでのヒマラヤ珍道中のスライドショーは北沢タウンホール、ニコニコ生放送はじめ多くの場所で行った。
落語家になる前は武道を経験。柔道二段、極真空手も経験しており、正拳突きでの板割りを得意としている。以前はスネでのバット折りも特技であったが演芸番組で披露した際に足を傷めたため、現在は封印している。
RICOHのデジタルカメラ、GRで撮った各界のクリエーター100人による写真集GRSNAPなどにも登場しており、2011年発売のCX5の花火モードに音声シャッターの「たまや～」の声を担当した。なおシャッター音を音声にするアイデアも出した。
2020年4月から5月にかけての新型コロナウイルスの感染拡大により寄席も休館となった時期に、弟子（前座3名（当時））の収入源も兼ねて長野県下諏訪の落語会関係者の協力を得てポリエチレン製のマスクを一門で製造。「前座マスク〜師匠の飛沫を止めた〜」「前座マスク〜亭主の愚痴を止めた〜」とネーミングしてインターネット通販で販売、完売した。
BS笑点に笑点Jr.メンバーとして初期から不定期で出演していた。
2021年から三遊亭白鳥・桃月庵白酒と全国のホール落語での公演を中心としたユニット「落語三銃師」を結成している。

## 芸歴
- 1989年
  - 初代林家木久蔵へ入門
  - 12月∶前座となる、前座名「きく兵衛」。
- 1993年5月∶二ツ目昇進、「彦いち」と改名。
- 2002年3月∶真打昇進。

## 主な出演

### テレビ
- BS笑点（BS日テレ）→笑点Jr.（日テレプラス）
- ドキュメント「林家彦いち 情熱体力」（南日本放送）
- ふるさとお国自慢（鹿児島放送）
- 平成落語家ジョッキーレギュラー（NHKラジオ第1放送）
- 今夜も大入り!渋谷・極楽亭レギュラー（NHKラジオ第1放送）
- 久米宏 ラジオなんですけどレギュラー（TBSラジオ）
- 土曜時代劇　オトコマエ!レギュラー（NHK総合）
- なぎら健壱の東京の江戸を遊ぶ（旅チャンネル）
- 出没!アド街ック天国スタジオゲストで（奥多摩、上野広小路）（テレビ東京）
- 笑いがいちばん（NHK総合）
- 爆笑オンエアバトル（NHK総合）
- 金曜バラエティー（NHK総合）
- 噺家が闇夜にコソコソ（フジテレビ）
- 柳亭市馬の演芸図鑑（NHK、2015年9月13日）
- 極上！三ツ星キャンプ（BS日テレ、2018年11月28日）
- 語落（フジテレビ、2020年6月6日）「熱血怪談部」
- 御法度落語 おなじはなし寄席！(2021年2月13日、BS朝日)「反対俥」

### ラジオ
- 小痴楽の楽屋ぞめき（NHKラジオ第一、2024年11月19日）- ゲスト

### ウェブテレビ
- ABEMA寄席（2020年5月2日、ABEMA）[10]

## 演目

### 古典
- 青菜
- お見立て
- 猿後家
- 不動坊

### 新作

#### 自作
- 青畳の女
- 愛宕川
- 掛け声指南
- 口を閉じれば
- ごくごく
- 聖なる神々の唄
- という
- つばさ
- 長島の満月
- 睨み合い
- 舞番号
- みんな知っている。
- 熱血！怪談部
- わくわく葬儀店

#### 他作
- 遥かなるたぬきうどん（三遊亭圓丈作）

## 弟子

### 二ツ目
- 林家やま彦
- 林家きよ彦

### 色物
- ウクレレえいじ - ウクレレ漫談
- 遠峰あこ - アコーディオン漫謡

### 廃業
- 林家ひこうき - 笑福亭鶴光門下で復帰

### その他
- 小林家さとし（小林聡、キックボクサー）

## 関連出版物

### 著書
- 『いただき人生訓』ポプラ社）ISBN 459109393X
- 『楽写』（2004年、小学館）ISBN 4093665117
- 『楽屋顔 - 噺家・彦いちが撮った、高座の裏側』（2011年、講談社+α文庫）ISBN 4062814552　＊『楽写』の文庫化。
- 『ねっけつ！ 怪談部』（2015年、原作：林家彦いち、編集：ばばけんいち、イラスト：加藤休ミ、あかね書房）ISBN 4251095014
- 『ながしまのまんげつ』（2016年、原作：林家彦いち、文・絵：加藤休ミ，小学館）ISBN 4097266462

### 共著
- 『楽語・すばる寄席』（2006年、集英社）ISBN　4087747964
- 『楽語(RAKUGO) ― 席亭夢枕獏・爆笑SWAの会』(2010年、文春文庫）ISBN 4167528215
- 浜美雪著『師匠噺』（2007年4月、河出書房新社）（2015年5月、講談社α文庫）＊インタビュー：林家木久蔵と林家彦いち―「家が近かったから」
- 漫画・文庫共に監修/協力『え～カミさんを一席』関連シリーズ（星野めみ）
  - え～カミさんを一席 （2000年 - 連載中、BE・LOVEパフェ[11]）
    - え～カミさんを一席 特別番外編（※漫画文庫版）

  - 帰ってきたえ～カミさんを一席 （2003年 - 2005年、BE・LOVE、BE・LOVEパフェ大人が泣けるラブストーリー、講談社）
  - 如春亭にようこそ[12] （2006年 - 2007年、BE・LOVE）
  - 毎度!え〜カミさんを一席 （2010年-連載中 この作品から宙出版の発行となる。この出版社からの未収録4作品込みの単行本以降、2010年同社『幸せな結婚』12月号から連載再開となった[13]。）
- 漫画・アイディア協力[14][15]『キャサリン、巫女です!!』（星野めみ/メディアックス/初の単行本は竹書房から発売）
  - キャサリン、巫女です!!2（？-2013年2月号、海王社、最高の主婦たち/初の単行本は竹書房から発売）
- 漫画・監修/協力『春*奈ころりん』（2011年12月号-2012年12月号、JOURすてきな主婦たち、双葉社、監修・林家彦いち）
- 『下北沢カタログVOL.2』（フリースタイル）
- 『林家木久扇一門本 〜天下御免のお弟子たち〜』 木久扇と弟子たち（著）（2022年1月、秀和システム） ISBN 978-4798066066

他、雑誌などでの執筆活動も多数。

### DVD
- BOX「彦いち噺」（竹書房）＜創作落語「創」編、古典落語「礎」編の2枚組＞
- 「彦いち喋り倒し・野田知佑、夢枕獏とユーコン川を下る」（コロムビアミュージックエンターティメント）
- 『落語ドキュメンタリー 新世紀落語大全 林家彦いち』（クエスト、2014年4月）「愛宕川（あたごリバー）」「蘇民祭2008（トーク、聞き手：桃月庵白酒）」「保母さんの逆襲」＊特典ＣＤ（「愛宕川」「保母さんの逆襲」ロングバージョン）付